# 扇町屋宿

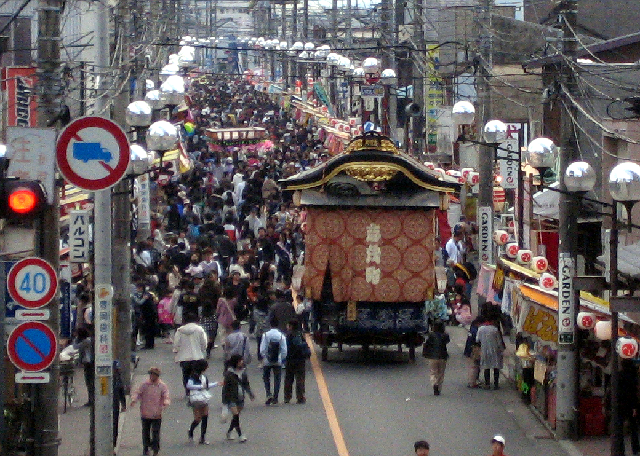
往時の宿場周辺で開催されるおとうろう祭り

扇町屋宿（おうぎまちやしゅく）は、日光脇往還の宿場。現在の埼玉県入間市扇町屋中央部に位置する。

## 概要
江戸時代には宿場の長さは6町ほどで、道幅8間余り、戸数90軒の規模であった。三と八のつく日に穀物などを売る市が立ったと言われている
1816年（文化13年）3月27日には川越城に向かう伊能忠敬一行が宿泊している。

## 文化財
- 長谷部家箱書（入間市指定文化財） - 幕末に扇町屋宿の名主を務めた長谷部家による古文書。

## 隣の宿
日光脇往還
二本木宿 - 扇町屋宿 - 根岸宿